# Myopias ruthae
Myopias ruthae är en myrart som beskrevs av Willey och Brown 1983. Myopias ruthae ingår i släktet Myopias och familjen myror. Inga underarter finns listade i Catalogue of Life.